# Coelorinchus shcherbachevi
Coelorinchus shcherbachevi är en fiskart som beskrevs av Akitoshi Iwamoto och Merrett, 1997. Coelorinchus shcherbachevi ingår i släktet Coelorinchus och familjen skolästfiskar. IUCN kategoriserar arten globalt som otillräckligt studerad. Inga underarter finns listade i Catalogue of Life.